# 27910 Yangfuyu
27910 Yangfuyu è un asteroide della fascia principale. Scoperto nel 1996, presenta un'orbita caratterizzata da un semiasse maggiore pari a 2,744462 UA e da un'eccentricità di 0,200014, inclinata di 17,584636° rispetto all'eclittica. Ha un diametro di 3,835 km.